# 卞路口乡
卞路口乡，是中华人民共和国河南省周口市沈丘县下辖的一个乡镇级行政单位。

## 行政区划
卞路口乡下辖以下地区：
卞路口村、张保元村、大郭庄村、小郭庄村、蒋桥村、胡庄村、闫庄村、钟寨村、郜店村、孙寨村、郑庄村、霍楼村、赵楼村、前朱庄村、肖门村、董营村、马楼村、高山店村、杜庄村、刘庄村、闫楼村、前营子村和南郭庄村。